# قطعنامه ۱۸۹۴ شورای امنیت
قطعنامه  ۱۸۹۴ شورای امنیت سازمان ملل متحد که در تاریخ ۱۱ نوامبر ۲۰۰۹ تصویب شد، سندی بین‌المللی دربارهٔ حفاظت از غیرنظامیان در درگیری‌های مسلحانه است. این قطعنامه طی نشست ۶۲۱۶ام با ۱۵ رای موافق، ۰ مخالف و ۰ ممتنع تصویب شد.